# Scottish Power
Pour les articles homonymes, voir Power.
ScottishPower Plc est le cinquième groupe énergétique britannique et fournit principalement le centre et le sud de l'Écosse. Basé à Glasgow, il est issu de la privatisation du marché de l'énergie réalisée en 1990. Il était membre de l'indice FTSE 100, mais en 2006, il a été acheté par Iberdrola (Espagne).